# Stachyurus
Genre
Classification phylogénétique

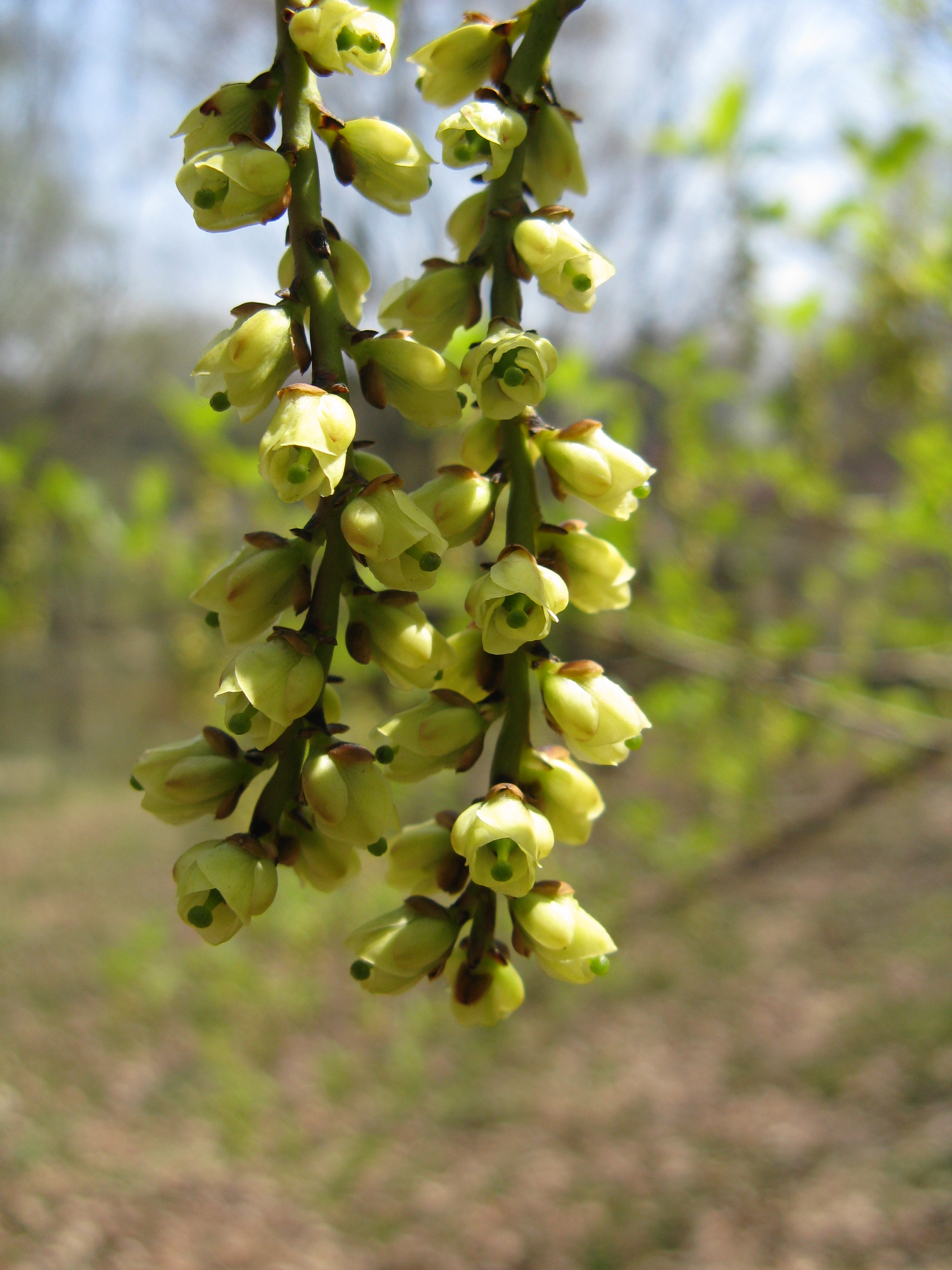
Stachyurus praecox

Stachyurus est un genre de plantes dicotylédones qui comprend 5 espèces. Il fait partie de la famille des Stachyuracées
Ce sont de petits arbres ou des arbustes, certains à feuillage persistant, à feuilles entières, simples, alternes, à inflorescences en grappes pendantes, des régions tempérées à tropicales, originaires d'Asie (de l'Himalaya au Japon).

## Espèces
- Stachyurus chinensis
- Stachyurus cordatulus
- Stachyurus himalaicus
- Stachyurus obovatus
- Stachyurus praecox
- Stachyurus retusus
- Stachyurus salicifolius
- Stachyurus yunnanensis